# Peixe palhaço de Chagos
Conhecido como peixe palhaço de Chagos ou peixe anêmona de Chagos (Amphiprion chagosensis), é uma espécie de peixe palhaço que pertence á família Pomacentridae e á subfamília Amphiprioninae. Foi nomeado chagosensis pois a espécie é endêmica do Arquipélago de Chagos, no Oceano Índico, mas há relados de serem encontrados no Território Britânico do Oceano Índico, mas não tem certeza se a espécie possa ser encontrada nessa localidade. Os primeiros exemplares desta espécie foram coletados no Atol Diego Garcia, que faz parte do arquipélago.

## Aparência
Os adultos são castanhos alaranjados claros com duas listras brancas com orlas escuras circundando o corpo. Todas as barbatanas são castanhas escuras. Podem atingir o comprimento máximo de 10 cm. Não se conhece nenhuma outra variação de coloração, apenas castanho alaranjado claro.

## Biologia
Assim como os outros peixes palhaço, vivem associados á anêmonas, eles fazem um tipo de simbiose em que as anêmonas o protegem de predadores, além de fornecer alimento, deixando os restos de comida. Em troca, o peixe palhaço defende a anêmona de predadores e parasitas.

## Tipos de anêmonas
Cada peixe palhaço possui tipos diferentes de anêmonas especificas para fazer simbiose. O peixe palhaço de Chagos, pode fazer simbiose com anêmonas bolha (Entacmaea quadricolor), anêmona magnifica (Heteractis magnifica), Macrodactyla doreensis e a anêmona carpete de Mertens (Stichodactyla mertensii).

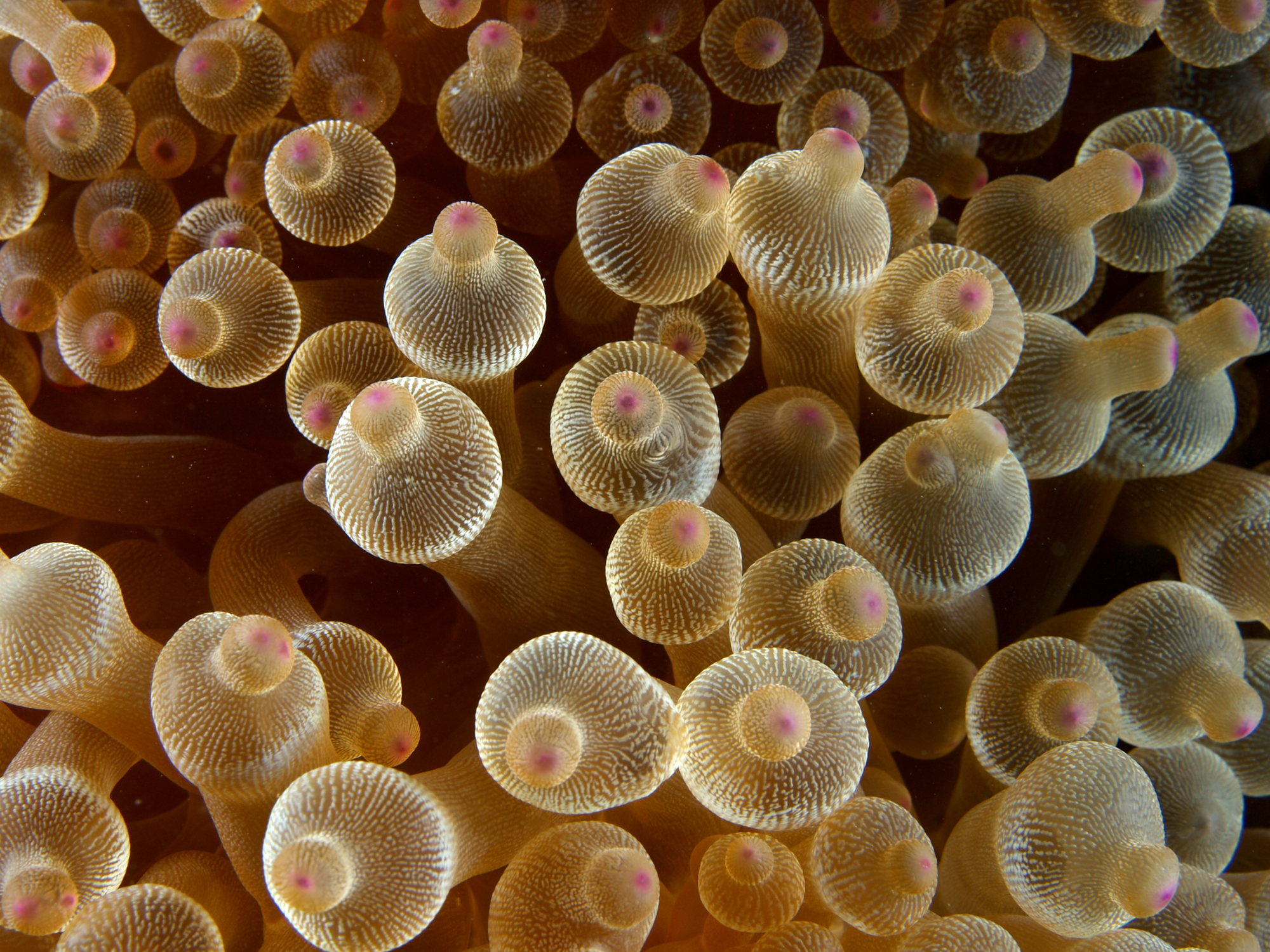
Anêmona bolha (Entacmaea quadricolor)
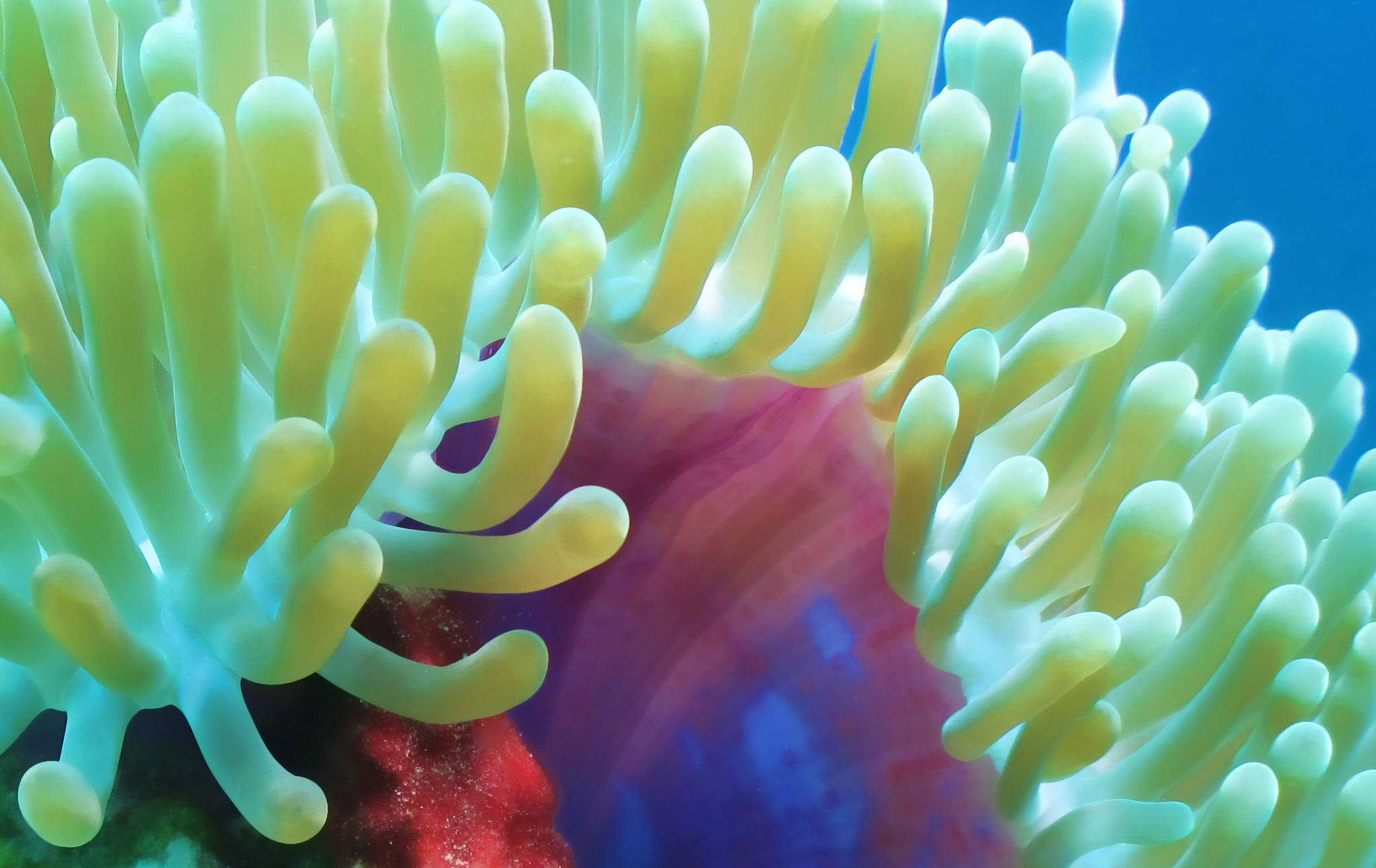
Anêmona magnifica (Heteractis magnifica)
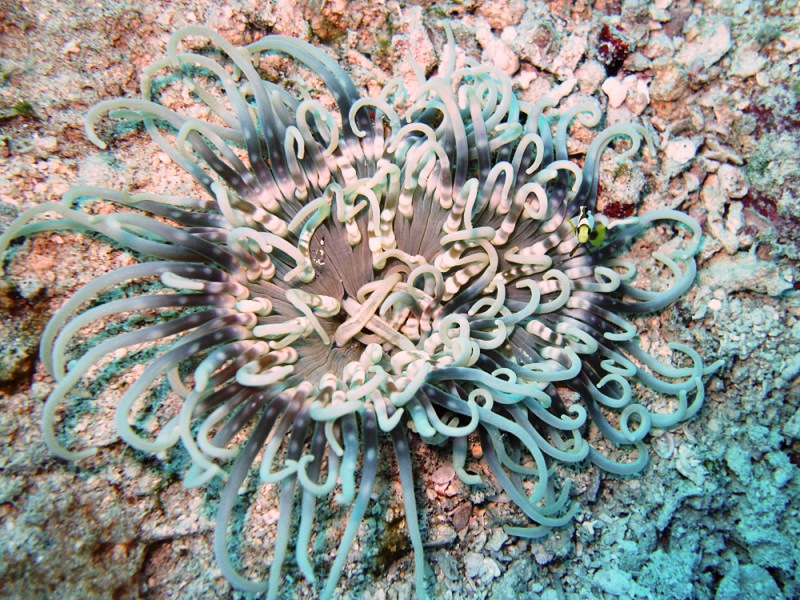
Macrodactyla doreensis
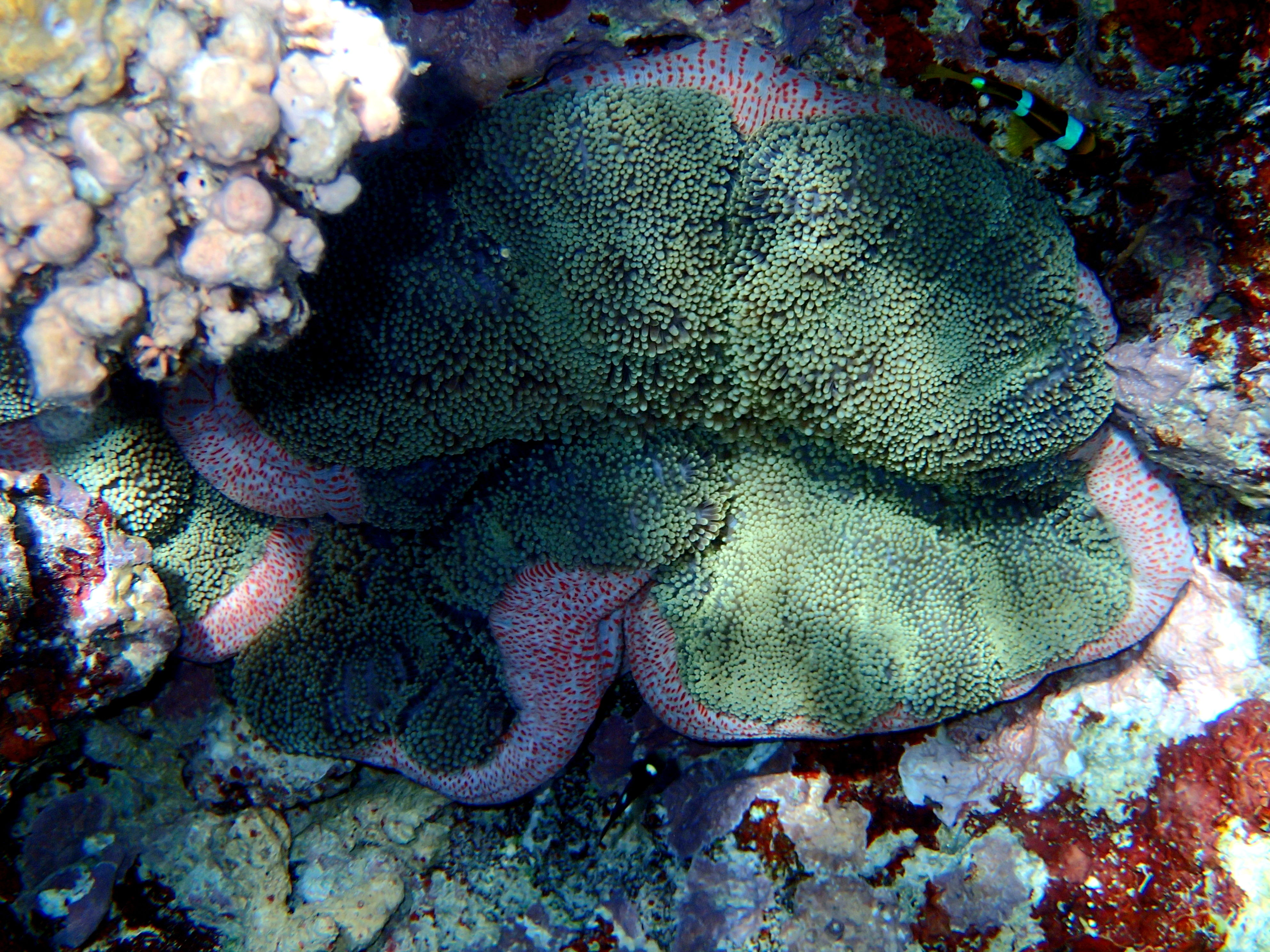
Anêmona carpete de Mertens (Stichodactyla mertensii)